# Плешки (Кемерово)
Плешки (Куро-Искитим) — бывшая деревня, располагавшаяся на юге современной территории города Кемерово, в настоящее время — микрорайон в Заводском районе г. Кемерово. Название «Плешки» используется и сейчас как обозначение местности.
Расположен на левом берегу реки Куро-Искитим (от тюрк. Курук — сухой). Граничит с микрорайоном Южный посёлок на востоке и посёлком Комиссарово на западе. Через посёлок проходит магистральная автодорога Кемерово — Промышленная. На территории посёлка функционирует средняя общеобразовательная школа №54.
Деревня Куро-Искитим была основана в 1650 году. В 1926 году в ней было 177 хозяйств и 790 жителей.